# Stéphanie de Beauharnais
Stéphanie de Beauharnais, Đại công tước phu nhân xứ Baden (tiếng Pháp: Stéphanie Louise Adrienne de Beauharnais; 28 tháng 8 năm 1789 – 29 tháng 1 năm 1860), cũng gọi là Stephanie Napoléon, là nghĩa nữ của Hoàng đế Napoleon I vì thế giữ tước hiệu Hoàng nữ của Đệ Nhất Đế chế Pháp, được đích thân hoàng đế hôn phối cho Karl Ludwig Friedrich xứ Baden.
Bà là con gái của Claude de Beauharnais, Bá tước thứ 2 xứ Roches-Baritaud, anh họ của Alexandre de Beauharnais, vì thế bà là chị họ đời thứ 2 của Eugène de Beauharnais và Hortense de Beauharnais, và là dì họ của Hoàng đế Napoleon III.